# Dzanga-Ndoki Nationalpark
Dzanga-Ndoki Nationalpark ligger i den sydvestlige ende af Den Centralafrikanske Republik. Nationalparken blev etableret i 1990 og er på 1.143,26 km2. Nationalparken er opdelt i to ikke-kontinuerlige sektorer, den nordlige Dzanga-sektor (eller Dzanga Park) på 495 km2 og den sydlige Ndoki-sektor (eller Ndoki Park) på 720 km2. Bemærkelsesværdig i Dzanga-sektoren er en gorillatæthed på 1,6/km2, en af de højeste tætheder, der nogensinde er rapporteret for den vestlige lavlandsgorilla.
Mellem de to sektorer af nationalparken ligger det 3.359 km2 store Dzanga-Sangha Special Reserve. Nationalparken og det særlige reservat, hver med sin egen beskyttende status, er en del af Dzanga-Sangha Complex of Protected Areas (DSPAC).
Sammen med den tilstødende Nouabalé-Ndoki Nationalpark i Republikken Congo og Lobéké nationalpark i Cameroun udgør Dzanga-Ndoki nationalpark Sangha Trinational beskyttede område, som blev tildelt status som verdensarvssted i 2012.

## Geografi
Dzanga-Sangha Nationalpark ligger i den yderste sydvestlige del af Den Centralafrikanske Republik i en trekantet del af landet. Den vigtigste flod, der løber gennem denne region, er Sanghafloden der er grænseflod mellem Den Centralafrikanske Republik, Cameroun og Republikken Congo.
Parkens højde varierer fra 340 til 615 moh. Hele parken er på alluvial sand. Langs vandløb kan der findes skovlysninger med sumpede lavninger kaldet 'bai'. Dzanga Bai (oversættelse: "elefanternes landsby") er en sandet saltslik, der måler 250 x 500 meter. Det krydses gennem midten af Dzangafloden. Siden 1997 har Bai Hokou været basisstedet for Primate Habituation Program, hvor gorillatilvænning til turisme har været i gang sammen med forskning.
Amis Kamiss skrev i 2006 at han havde besøgt 15 diamantminer i området ved Lobéfloden i den nordvestlige del af nationalparken.

## Fauna og flora
Der er tre typer skov i Dzanga-Ndoki nationalpark: hovedsageligt tørland, en semi-stedsegrøn skov, der indeholder sumpskovsområder langs floderne. Tørlandsskoven er en åben, blandet baldakin, der er domineret af Sterculiaceae og Ulmaceae; ofte forbundet med en tæt underetage af Marantaceae og Zingiberaceae. Langs Sanghafloden er der bevoksninger af Guibourtia demeusii.
Der er adskillige intakte populationer af nøgleskovsfauna, herunder den vestlige lavlandsgorilla, afrikansk skovelefant, chimpanse, skovsvin, penselsvin, sitatunga, den truede bongoantilope, afrikansk skovbøffel og seks arter af dykkerantiloper.
Dzanga-Ndoki Nationalpark er blevet udpeget som et vigtigt fugleområde (IBA) (#CF008). IBAen er sammenhængende med to andre IBA'er, Lobéké fra Cameroun (#CM033) og Nouabalé-Ndoki i Congo (#CG001). Der er registreret mere end 350 fuglearter i nationalparken, hvoraf mindst 260 regnes for at være ynglende. Stiphrornis sanghensis er blevet beskrevet som en ny art, der kun er fundet i Dzanga-Sangha, men det undersøges om den også forekommer i tilstødende dele af Den Demokratiske Republik Congo, Cameroun og Republikken Congo.
I maj 2013 dræbte krybskytter 26 afrikanske skovelefanter i Dzanga Bai, et reservat i Sangha Trinational på verdensarvslisten, til verdensomspændende bekymring hos naturbevaringsfolk.